# Volframlampa

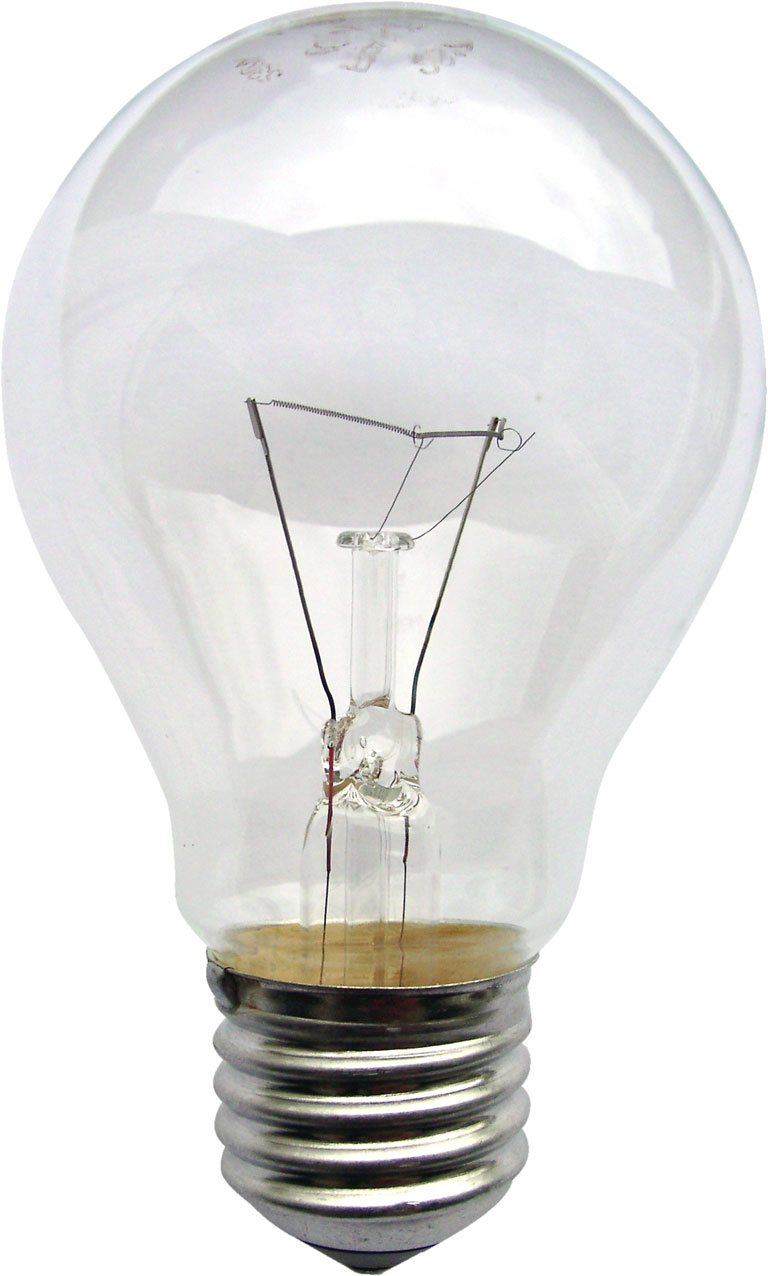
Volframlampa, 230 V, 60 W, 720 lm, skruvsockel E27, höjd cirka 110 mm.

Volframlampa. 1. Glaskolv, 2. Gas, 3. Glödtråd, 4. Kontakttråd (till fot), 5. Kontakttråd (till bas), 6. Stödtrådar, 7. Glashållare, 8. Baskontakttråd, 9. Skåror, 10. Isolering, 11. Fotkontakt.

Volframlampa är den vanligaste typen av glödlampa. Lampan består av en volframtråd omsluten av en glaskupa monterad i en sockel, oftast en gängsockel (Edisonsockel).
Volframlampan har funnits i två varianter. De numera gasfyllda lamporna (förr kallade halvwattslampor) introducerades 1913 på marknaden. De betydligt äldre vakuumlamporna (förr kallade enwattslampor), vilka brukades åren cirka 1906–1913, har en lufttom glaskupa.
Terminologin hel- och halvlampor har sitt ursprung från måttenheten hefnerljuset (mått på lysets sfäriska medelvärde). Numera används "lampeffekt" som mått på ljusstyrkan i glödlampor. När gasfylld volframlampa introducerades, betydde detta ett stort steg för utvecklingen av elektrisk belysningsarmatur.
Ljusstyrkan (i candela) varierar med lampspänningen (pålagd spänning över volframtråden). Om spänningen ökas 1 procent, ökar ljusstyrkan med 4 procent. En lampas livslängd är omkring 800 - 1000 timmar. En tioprocentig för hög driftspänning reducerar livslängden ungefär till hälften. Glödtrådens motstånd varierar med dess temperatur. I kallt tillstånd kan resistansen vara 1/10 lägre än resistansen i en brinnande lampa. Vid dessa situationer finns därför behov att variera "inkopplingsströmmen" så att den blir densamma som "normalströmmen".

## Halvwattslampa
Halvwattslampan är fylld med en gasblandning, ofta kvävgas eller argongas och kräver knappt hälften så mycket effekt för att generera samma ljusstyrka som lufttomma lampor. Syftet med gasen är att försvåra för volfram att undergå sublimering vid höga temperaturer. Ju närmare smältpunkten den brinnande tråden är i, desto klarare ljus genereras. En gasfylld lampa är därmed mer effektiv än vakuumlampor, eftersom den inte förstörs vid höga temperaturer. De andra trådmaterialen som osmium, tantal och kol är inte lika beständiga vid höga temperaturer nära smältpunkten som volfram är.
Gasens tryck i en brinnande lampa är omkring 1 atm. Volframtråden i en halvwattslampa är också spirallindat (spiraliserad eller dubbelspiraliserad) så att dess "kontaktyta" med gasen ökar. Därigenom minskas energiförlusterna i lampans oundvikliga värmetransport, vilken förorsakas av gasens cirkulation inom glaskupan. I brinnande tillstånd har volframtråden en temperatur av ca. 2 700 kelvin, medan temperaturen i glasbehållaren kan uppgå till ca. 700 kelvin (427 °C).
Kapaciteten, d.v.s. lampeffekten, i de gasfyllda lamporna är 60 watt upp till tusentals watts för normalspänningen 230 volt. Endast de riktigt stora lampeffekterna (10 000 watt) ger skäl till namnet "halvwattslampa". 
Volframlampan uppfanns och studerades av Langmuir  vid General electric co. omkring 1910-1913.

## Helwattslampa
Helwattslamporna har, liksom de så gott som utdöda koltrådslamporna, i praktiken vakuum inom glaskupan. Dessutom är inte volframtråden spiraliserad eller dubbelspiraliserad. I brinnande tillstånd har volframtrådens en temperatur på omkring 1 900 K, medan glashöljet har normal rumstemperatur, till skillnad från halvwattslampan.
Liksom vid halvwattslampor är de endast de större lampeffekterna som förtjänar namnet "helwattslampa".